# Деріл Діксон
Деріл Діксон (англ. Daryl Dixon) — вигаданий персонаж драматичних серіалів жахів AMC Ходячі мерці та Ходячі мерці: Деріл Діксон (2023). Персонаж був створений для телесеріалу сценаристами Френком Дарабонтом, Чарльзом Х. Еглі та Джеком ЛоДжудісом спеціально для Нормана Рідуса, він не має аналогів у коміксах, на яких базується серіал. Персонаж був представлений у першому сезоні як житель півдня, експерт-слідопит, який живе в тіні свого старшого брата Мерла. Незважаючи на його кепський характер і мінливість, основна група тих, хто вижив, терпить його через його навички полювання на тварин і безстрашну ефективність у вбивстві ходячих.
Після зникнення Мерла, Деріл опускає пильність і починає налагоджувати зв'язки з групою, особливо з Керол Пелетье після зникнення її доньки та Бет Грін після того, як вони розлучилися разом у сезоні 4. Персонаж стає захисником та правою рукою співпраці головного героя Ріка Граймса, і керує кількома серіями. Він є одним із найдовше живих персонажів телесеріалу. Його походження досліджується у відеогрі «Ходячі мерці: Інстинкт виживання» 2013 року, а також він знімається в мобільній грі «Ходячі мерці: Нічия земля».
Деріл був добре сприйнятий шанувальниками та критиками. Спочатку Рідус був членом постійного акторського складу, після першого сезону його перевели до регулярного серіалу. Після того, як Ендрю Лінкольн покинув роль Ріка, Рідус отримав найкращі результати та став головним героєм серіалу в 9 сезоні.
У вересні 2020 року було оголошено, що Рідус і Мелісса Мак-Брайд очолить свій власний спін-оф серіалу, прем'єра якого відбудеться у 2023 році після завершення одинадцятого й останнього сезону «Ходячих мерців».

## Поява
У дитинстві Деріл і його старший брат Мерл жили зі своїм батьком-алкоголіком Віллом, який був образливим. Його виховував Мерл, хоча Мерл часто був у від'їздах (відсидів у виховних установах). Деріл багато часу проводив на самоті, і протягом цих періодів самотності він навчився піклуватися про себе та прийняв складне мислення виживання. Коли виникає спалах, вони з Мерл дбають про себе та дрейфують навколо, уникаючи пішоходів. На відміну від свого брата, Деріл ніколи не був у в'язниці (як ув'язнений) і образився, коли Бет розповіла йому, що вона подумала, що він був у в'язниці під час гри з алкоголем («Still»).
Протягом першого сезону та більшої частини другого Деріл їздить на мотоциклі Triumph Bonneville свого брата Мерла з нацистським німецьким знаком ᛋᛋ (Schutzstaffel), помітним на паливному баку. У останньому епізоді другого сезону Деріл жартує, що міг би впізнати Гленна за кермом, оскільки Гленн кореєць. Деріл зазвичай має серйозну поведінку, але час від часу робить криві коментарі та жартує, щоб зняти напругу. До третього сезону він став відповідальним, надійним і відданим членом групи. Його пріоритети піддаються перевірці, коли він дізнається, що його брат досі живий і працює на ворожу групу у Вудбері, якою керує Губернатор.